# Józef Piszczek (polityk)
Józef Henryk Piszczek (ur. 28 lipca 1935 w Goczałkowicach-Zdroju, zm. 31 lipca 2025) – polski działacz partyjny i państwowy, w latach 1982–1989 wicewojewoda katowicki.

## Życiorys
Syn Józefa i Bronisławy. Ukończył studia magisterskie, odbył także trzymiesięczny kurs w Wyższej Szkole Partyjnej przy KC KPZR w Moskwie. Działał w harcerstwie, od 1959 do 1961 był komendantem Hufca Ziemi Tyskiej Związku Harcerstwa Polskiego. Pracował także jako nauczyciel. W 1961 wstąpił do Polskiej Zjednoczonej Partii Robotniczej. Od 1965 do 1972 związany z Komitetem Powiatowym PZPR w Tychach, gdzie był kolejno instruktorem, kierownikiem POPP oraz sekretarzem ds. propagandy. Od 1975 do 1984 członek Komitetu Wojewódzkiego PZPR w Katowicach, w jego ramach był od 1972 do 1978 kolejno zastępcą kierownika Wydziału Propagandy i kierownikiem Wydziału Pracy Ideowo-Wychowawczej. W latach 1978–1980 I sekretarz Komitetu Miejskiego PZPR w Zabrzu, następnie był sekretarzem (1980–1981) i członkiem egzekutywy (1980–1982) KW PZPR w Katowicach. Od lutego 1982 do lipca 1989 pełnił funkcję wicewojewody katowickiego.
4 sierpnia 2025 pochowany na Tyskim Cmentarzu Komunalnym w Tychach-Wartogłowcu.